# Elsapark

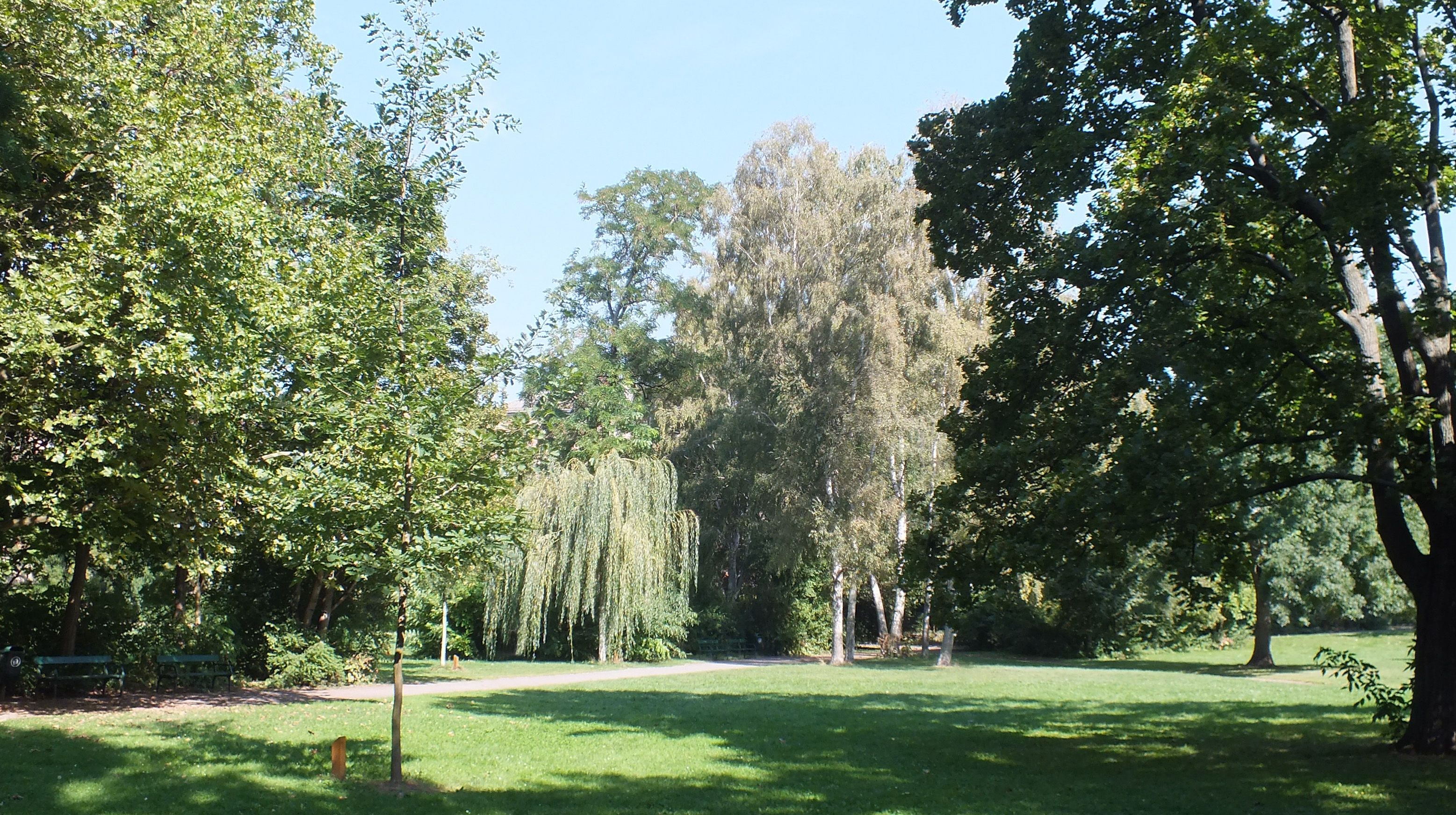
Im Elsapark (2016)

Der Elsapark ist eine kleine Grünanlage im Leipziger Ortsteil Neustadt-Neuschönefeld im Stadtbezirk Ost.

## Lage und Gestalt

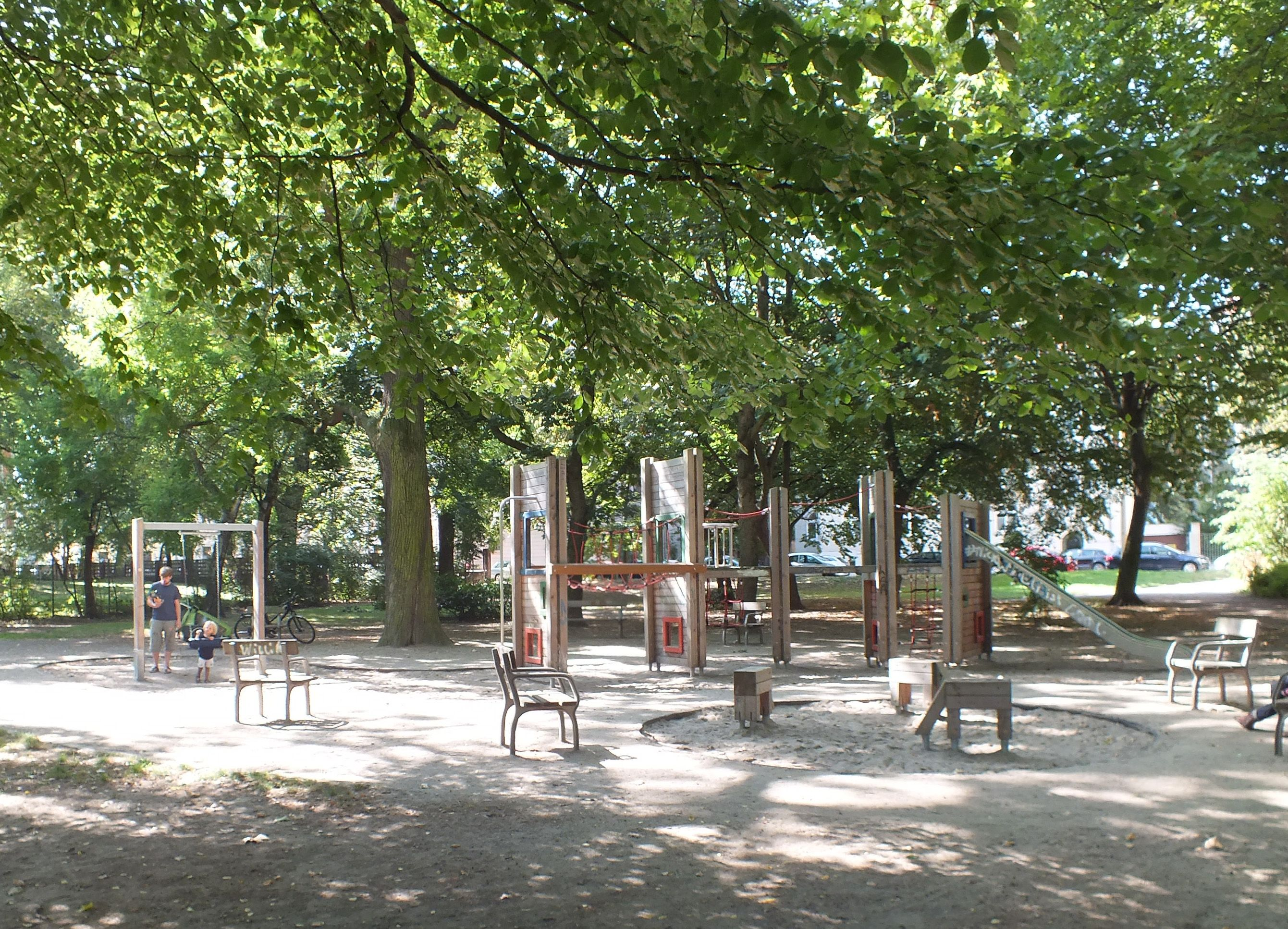
Kinderspielplatz (2016)
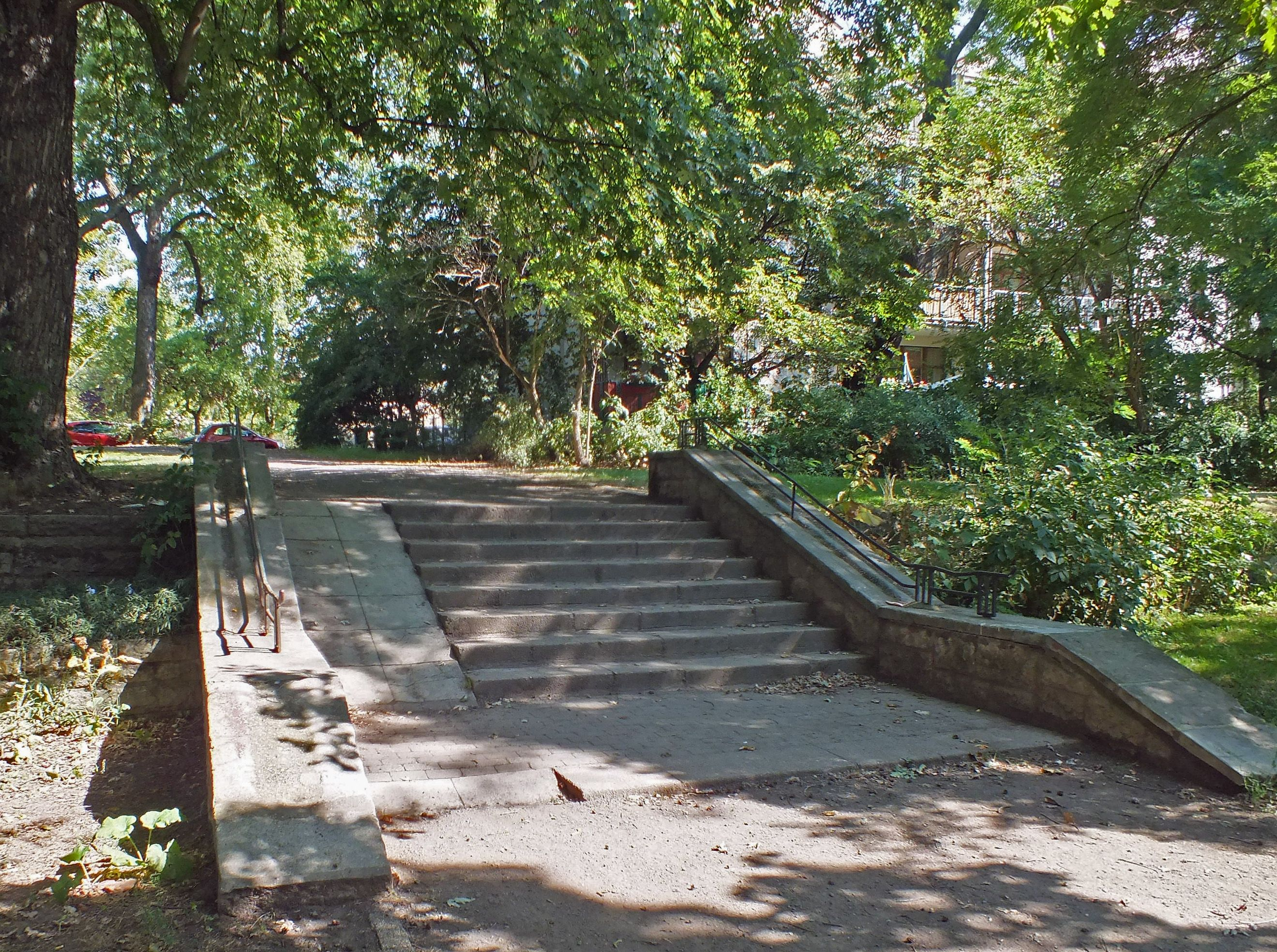
Treppe zum Rabet (2016)
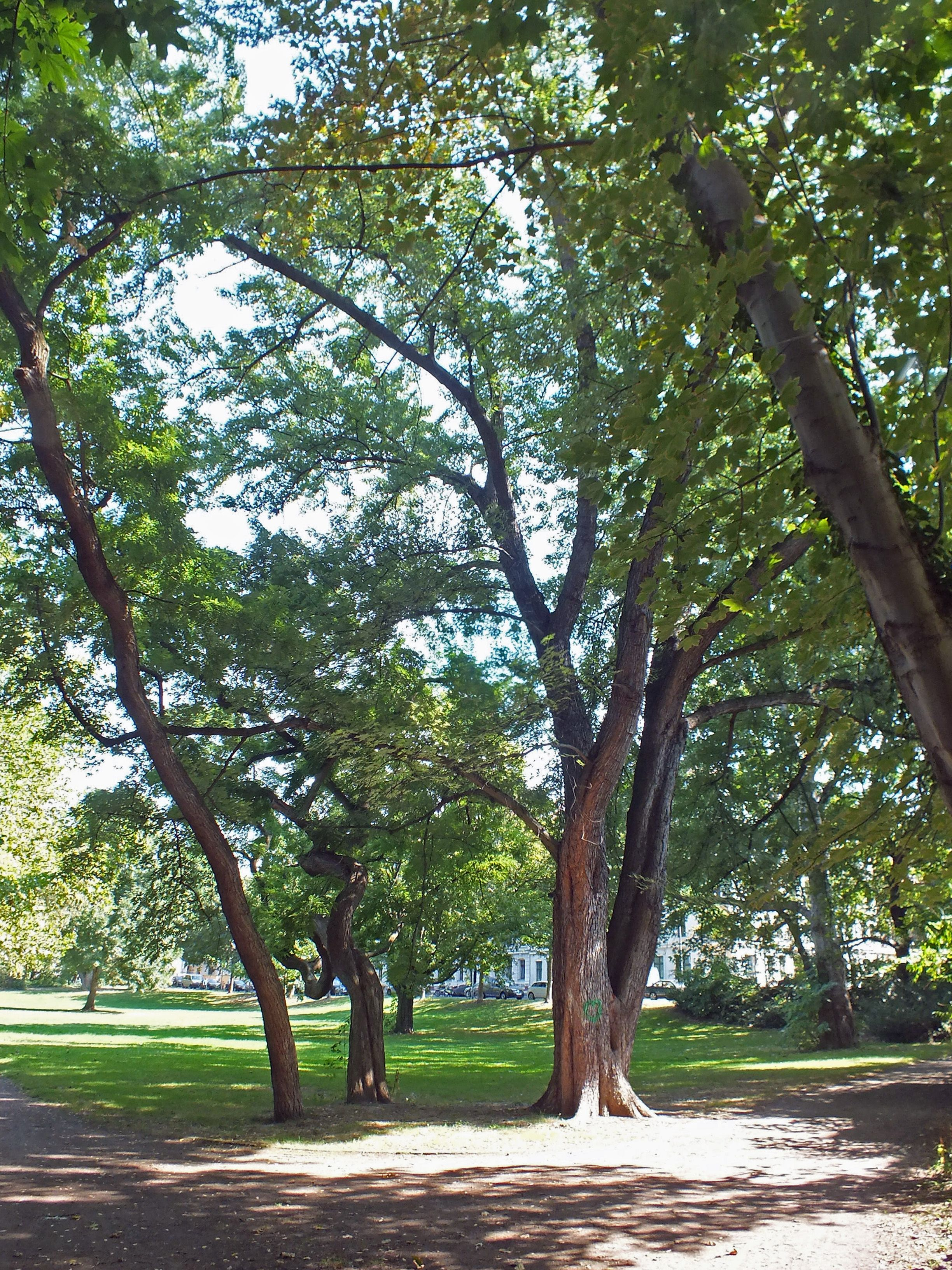
Alter Baumbestand (2016)

Der Elsapark grenzt an die Elsastraße, die Lutherstraße und die Straße Rabet. Auf der anderen Straßenseite liegt der Stadtteilpark Rabet. Außer von diesen Straßen besitzt er auch noch einen Zugang von der Konstantinstraße. Er erstreckt sich in nordost-südwestlicher Richtung auf einer Fläche von 1,7 Hektar. An seinem nordöstlichen Rand verlief ehemals die Östliche Rietzschke. Er ist damit einer der wenigen nicht überbauten Teile der Rietzschkeaue, an der ehemals die für die Gemüseversorgung Leipzigs zuständigen „Kohlgartendörfer“ lagen. Wegen des tief liegenden Geländes führen manche Zugänge über Freitreppen.
Einige Altbäume des Parks stammen noch aus seiner Entstehungszeit. Die heutige Struktur und die Wegeführungen resultieren aus späteren Umgestaltungen. Den Bereich eines ehemaligen Teiches nimmt eine große Liegewiese ein. Im südwestlichen Teil befindet sich ein Kinderspielplatz mit Kletterturm, Rutsche und einer Sandspielfläche. Eine Tischtennisplatte und ein Basketballfeld komplettieren das Angebot.

## Geschichte

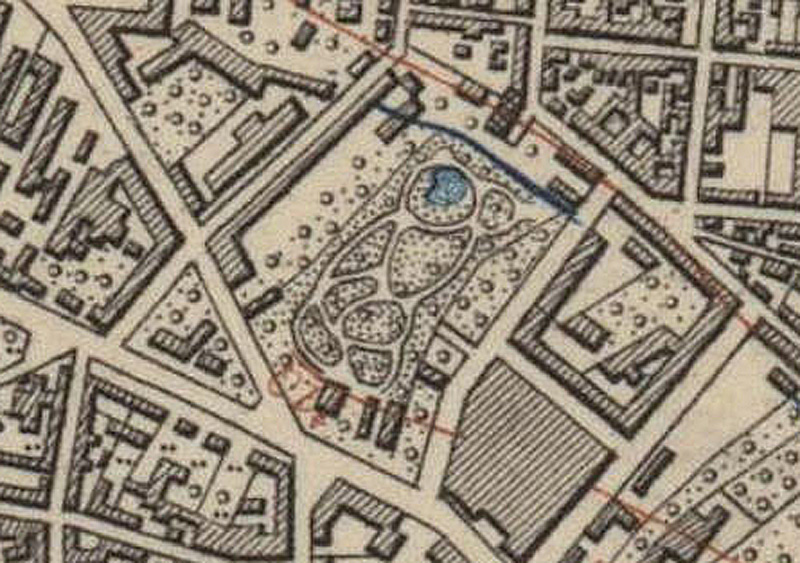
Der Schwabe’sche Garten auf einer Karte von 1897

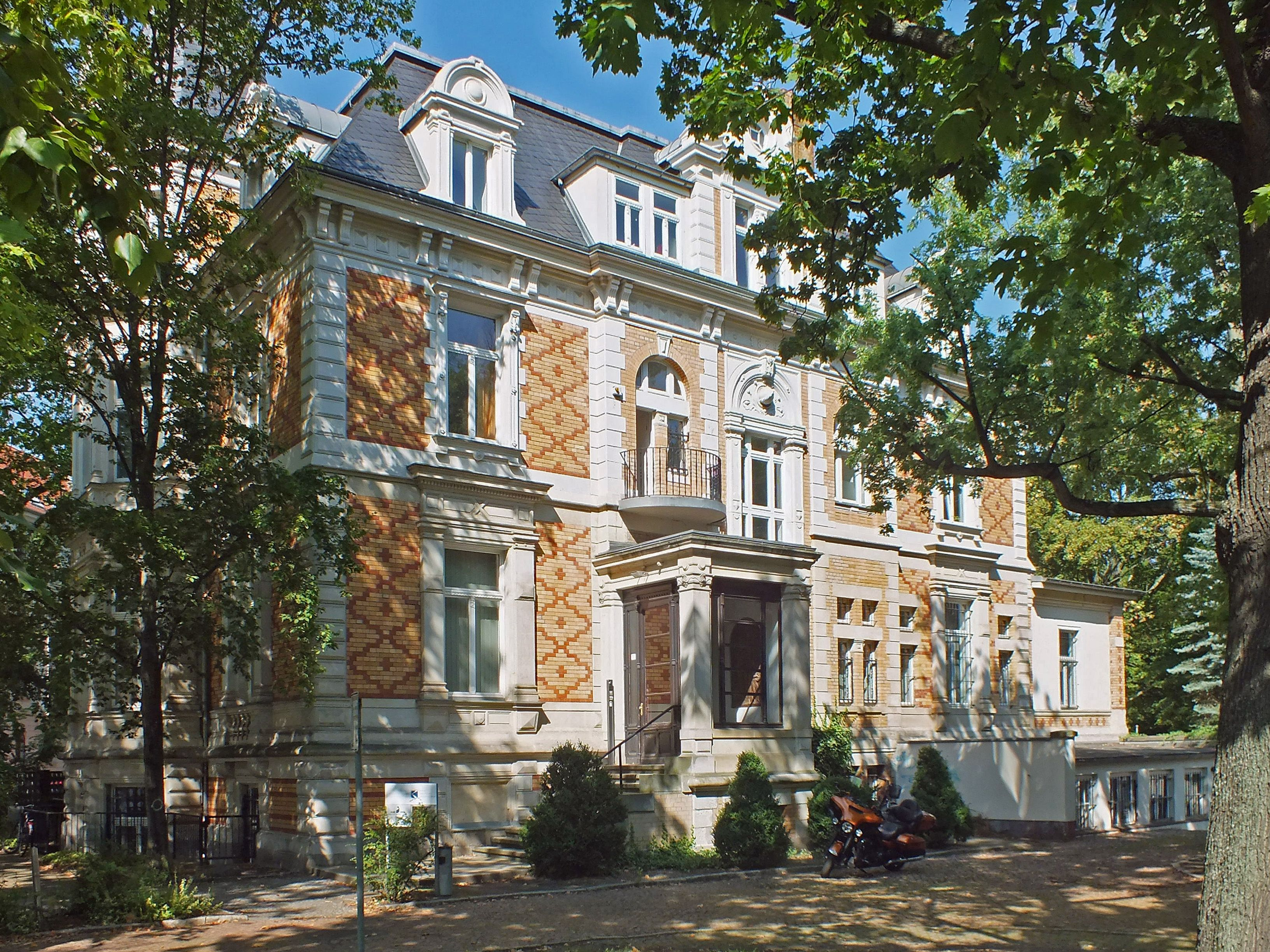
Die Villa Willmar Schwabe (2016)

1879 erwarb der Leipziger Apotheker und Besitzer der Homöopathischen Central-Apotheke am Thomaskirchhof Willmar Schwabe (1839–1917) ein großes Grundstück an der Kohlgartenstraße in der damals noch selbstständigen Gemeinde Reudnitz bei Leipzig. Hier ließ er sich 1880/1881 eine prächtige Villa als Familiensitz erbauen. Der zugehörige Garten von etwa zwei Hektar wurde parkartig gestaltet. Es gab zwei Teiche; im größeren von über 40 Metern Durchmesser lag eine von Büschen und Bäumen bestandene Insel, auf die eine Brücke zu einem Pavillon führte. Der kleinere Teich war mit Seerosen bewachsen. Ein künstlicher Hügel diente im Winter als Rodelberg. Lauben, ein mit Wein bewachsener Laubengang, ein Borkenhäuschen sowie ein großer Springbrunnen waren vorhanden. Ein Tennisplatz ermöglichte sportliche Betätigung.
Von 1887 bis 1891 ließ Schwabe an der Nordwestseite des Grundstücks längs der Konstantinstraße sechs fünfgeschossige Mietshäuser errichten, was zur Verkleinerung des Parks führte. 1939 wurde die Anlage öffentlich. 1992 wurde durch die kommunale Neuordnung Leipzigs der Elsapark dem Ortsteil Neustadt-Neuschönefeld zugeordnet. Der Park steht unter Denkmalschutz.
Nicht zum Park gehörig sind Bauten an der Südostecke. Die ehemalige Schwabe’sche Villa wird von einer Steuerberatungsgesellschaft, Patentanwälten und einer Handels-AG genutzt. Benachbart befindet sich auf dem Grundstücksgelände seit 1998 ein privates Institut für Pathologie.